# Tran- och rallfåglar
Tran- och rallfåglar (Gruiformes) är en ordning i djurklassen fåglar vars taxonomi varit mycket omdiskuterad. Idag placeras följande nu levande familjer oftast i ordningen:
- Trumpetare (Psophiidae)
- Ralltranor (Aramidae)
- Tranor (Gruidae)
- Simrallar (Heliornithidae)
- Dunrallar (Sarothruridae)
- Rallar (Rallidae)

Tidigare fördes familjen seriemor (Cariamidae) till ordningen men idag har den flyttats till den egna ordningen Cariamiformes. Även mesiterna (Mesitornithidae) som ofta tidigare placerades i ordningen, placeras numera i den egna ordningen Mesitornithiformes. Vidare placeras numera inte heller kaguer (Rhynochetidae), solrallar (Eurypygidae) och trappar (Otididae) i ordningen. Vissa studier indikerar att denna gruppering fortfarande är polyfyletisk och löser detta genom att placera kagun och solrallen i systerordningen Eurypygiformes. Numera placeras dunrallarna som tidigare behandlats som en del av rallarna, som den egna familjen Sarothruridae.
Flertalet utdöda familjer har också föreslagits tillhöra tran- och rallfåglarna, men endast två har med tydliga bevis, inklusive DNA-analyser:
- Yxnäbbar (Aptornithidae)
- Grottrallar (Nesotrochidae)

## Förekomst och egenskaper
Rallfåglar är små eller medelstora fåglar med 130 arter över hela jordklotet 
utom polarområdena. De är mer eller mindre knutna till vatten och tårna är hos viss arter starkt förlängda, en anpassning till vistelse på flytande vegetation, och ibland försedda med simflikar. Kroppen är ofta hoptryckt från sidorna, stjärten kort och vingarna korta och trubbiga. De är, hos vissa arter på södra halvklotet, odugliga till att flyga med.